# غلامرضا آزادی
غلامرضا آزادی (زاده ۱ فروردین ۱۳۳۰ در اصفهان) مدیر فیلم‌برداری و تهیه‌کننده اهل ایران است. وی همسر فریال بهزاد و پدر سپهر آزادی می‌باشد.

## بازیگر
- قبیله من (۱۳۹۰)

## کارگردان
- قبیله من (۱۳۹۰)
- سندباد و سارا (۱۳۹۵)

## تهیه‌کننده
- پرستوهای عاشق (۱۳۸۹)
- بالای شهر پایین شهر (۱۳۸۰)
- تنبل قهرمان (۱۳۸۰)
- دلباخته (۱۳۷۸)
- شور زندگی (۱۳۷۷)
- مرد نامرئی (۱۳۷۴)
- دره شاپرک‌ها (۱۳۷۰)
- کاکلی (۱۳۶۸)
- خانه ابری (۱۳۶۵)

## مدیر فیلم‌برداری
- ابرهای ارغوانی (۱۳۹۰)
- پرستوهای عاشق (۱۳۸۹)
- باغ قرمز (۱۳۸۸)
- زن دوم (۱۳۸۶)
- ایستگاه بهشت (۱۳۸۵)
- نصف مال من، نصف مال تو (۱۳۸۵)
- آرامش در میان مردگان (۱۳۸۴)
- باغ فردوس، پنج بعدازظهر (۱۳۸۴)
- سلام (۱۳۸۲)
- راز پرواز (۱۳۸۱)
- تنبل قهرمان (۱۳۸۰)
- تلفن (۱۳۷۸)
- دلباخته (۱۳۷۸)
- آشوبگران (۱۳۷۷)
- شور زندگی (۱۳۷۷)
- زن امروز (۱۳۷۵)
- ماه‌پیشونی (۱۳۷۴)
- مرد نامرئی (۱۳۷۴)
- سفر بخیر (۱۳۷۳)
- رؤیای نیمه‌شب تابستان (۱۳۷۳)
- بلوف (۱۳۷۲)
- ضربه طوفان (۱۳۷۲)
- همه دختران من (۱۳۷۲)
- خوش‌خیال (۱۳۷۱)
- اتل متل توتوله (۱۳۷۰)
- دره شاپرک‌ها (۱۳۷۰)
- شانس زندگی (۱۳۷۰)
- عملیات کرکوک (۱۳۷۰)
- در آرزوی ازدواج (۱۳۶۹)
- دستمزد (۱۳۶۸)
- کاکلی (۱۳۶۸)
- مدرسه رجایی (۱۳۶۸)
- چون باد (۱۳۶۷)
- سلام سرزمین من (۱۳۶۷)
- شب حادثه (۱۳۶۷)
- خانه ابری (۱۳۶۵)

## جشنواره‌ها
- برنده جایزه گریفون برنزی یادبود دومنیکو مکولی، بهترین فیلم کاکلی از بیستمین دوره جشنواره بین‌المللی فیلم جیفونی ایتالیا - ۱۳۶۹
- برنده مدال طلای شهر جیفونی، بهترین فیلم کاکلی از بیستمین دوره جشنواره بین‌المللی فیلم جیفونی ایتالیا - ۱۳۶۹
- کاندیدای بهترین فیلم کاکلی از هشتمین دوره جشنواره فیلم فجر - ۱۳۶۸
- کاندیدای بهترین جلوه‌های ویژه میدانی و تصویری دره شاپرک‌ها از دهمین دوره جشنواره فیلم فجر - ۱۳۷۰
- کاندیدای بهترین فیلمبرداری باغ فردوس، پنج بعد از ظهر از نهمین دوره جشن خانه سینما - ۱۳۸۴